# 章纶 (正统己未进士)
章纶（1413年—1483年），字大经，号戆夫，浙江乐清县雁荡山北麓南阁村人（今浙江省乐清市仙溪镇南阁村），明朝政治人物。

## 生平

### 早年
其先为乐清北阁吴氏，因出继南阁章氏，遂以章为姓。章纶八岁入社学，夙夜苦读，深受黄岩塾师章仲寅赞赏，认为其“必树名节”。宣德六年（1431年），章纶入选府学，知府何文渊留署施教，章纶学问大进。正统三年（1438年），章纶舉戊午科浙江鄉試。次年上京会试聯捷第三名，殿試中二甲三名进士，官授南京礼部主事，升任礼部议制郎中。

### 上书复储
景泰三年（1452年），明代宗废去兄长明英宗子朱见深的太子之位，改立自己儿子朱见济为太子，但朱见济在次年去世。景泰五年（1454年），在景泰帝“立储之争”事件中同御史、江西吉安人鐘同共同上书请求代宗复立沂王朱见深为太子，恢复汪皇后中宫的地位。景泰帝大怒，命锦衣卫将章纶和鐘同下诏狱，次年于狱中各杖章纶、鐘同百下。鐘同被杖毙，章纶仍被长期关押于狱中。英宗发动夺门之变后，章纶出狱，升任礼部侍郎。

### 为政
章纶性亢直，不能谐俗，直言进谏不为众官僚所喜，得罪了不少人，任礼部侍郎二十年不得升迁。石亨贵幸，宴请公卿，章纶也在受邀之列，但章纶素来看不起石亨的为人，推辞不去。英宗复位初年，山东水灾，守臣上疏请减免租赋，户部不同意，奏疏被杨善搁置不报，章纶上疏力争，最后减免租赋一半。天顺八年（1464年），英宗薨，宪宗即位，有官员以英宗“嗣君继承为重，婚礼毋得过百日”的遗诏为依据，请新君马上大婚，章纶上疏反对，认为大行皇帝尸骨未寒，年号未改，新帝登基不到百日就匆忙成婚，有违孝道，要求皇帝遵守三纲五常，以孝治天下，建议推迟到来年春天举行，虽未被采纳但天下人都很敬重他所说的话。石亨、杨善便一同贬低章纶。后更是被排挤到南京任南京礼部侍郎，后改吏部。

### 身后
成化十二年，以年老辞官回乡。成化十九年去世，享年71岁。过了数年，妻子张氏上呈他的奏疏，并请求加恩，宪宗追封其为南京礼部尚书，赐谥“恭毅”。明朝官府为了表彰其德行，特树立“会魁”、“尚书”牌坊。著作有《章恭毅公集》、《困志集》等。 有一子章玄应。

## 墓葬
现存章纶墓在乐清市龙西乡仙人坦村，由墓室和四坛组成，依山而筑，呈扶椅式，为乐清市文物保护单位。

## 故居
章恭毅宅背靠凤凰山，坐南朝北，尚书第门台为乐清市文物保护单位。2001年，其故居的南阁牌楼群被中国国务院列为第五批全国重点文物保护单位。

## 戏剧
写章纶的戏有温州高腔《拜天顺》，又名《九更天》，剧本已散佚。明代传奇《断机记》，又名《商络三元记》，此戏将章纶的生平嫁接到了商络身上。

## 著作
著有《章恭毅公集》（亦即《拙斋集》）、《困志集》。《皇明经世文编》卷47辑中有《章恭毅奏疏》一卷。。